# Holziken
Holziken es una comuna suiza del cantón de Argovia, ubicada en el distrito de Kulm. Limita al oeste y norte con la comuna de Kölliken, al noreste con Muhen, al este con Hirschthal, al sureste con Schöftland, y al sur con Uerkheim.

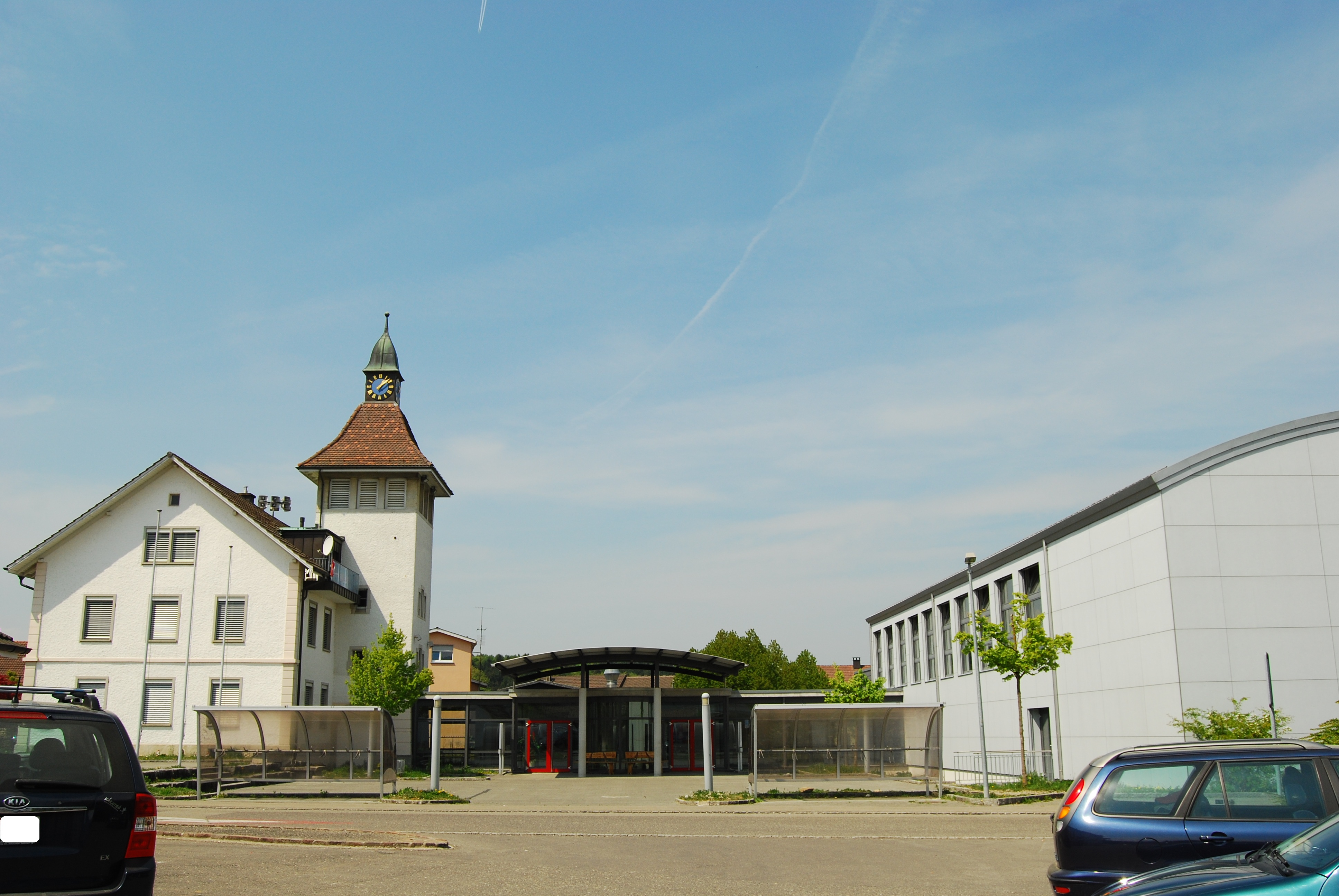
Holziken